# Магадеево (Челябинская область)
Магаде́ево — деревня в Уйском районе Челябинской области России. Входит в состав Аминевского сельского поселения.

## География
Деревня находится в западной части Челябинской области, в лесостепной зоне, на берегах реки Кырдаук, вблизи места впадения в неё реки Козловка, на расстоянии 24 км (по прямой) к юго-востоку от села Уйское, административного центра района. Абсолютная высота — 306 м над уровнем моря.
Часовой пояс
Деревня Магадеево, как и вся Челябинская область, находится в часовой зоне МСК+2. Смещение применяемого времени относительно UTC составляет +5:00.

## Население
| 2002 | 2010 |
| ---- | ---- |
| 263  | ↗265 |

Гендерный состав
По данным Всероссийской переписи населения 2010 года, в гендерной структуре населения мужчины составляли 47,2 %, женщины — 52,8 %.
Национальный состав
Согласно результатам переписи 2002 года, в национальной структуре населения башкиры составляли 54 %, татары — 39 %.

## Улицы
| - ул. Башкирская, - пер. Горный, - ул. Лесная, - ул. Мира, | - пер. Победы, - пер. Родник, - ул. Центральная, - ул. Школьная. |